# MT Amoco Cadiz
MT „Amoco Cadiz” – tankowiec należący do Astilleros Españoles, SA. Zbudowany w stoczni w Kadyksie w 1974 roku. Miał długość 330 m, 50 m szerokości, ok. 233 700 DWT nośności. Był przeznaczony do transportu ropy z Zatoki Perskiej do Europy.
16 marca 1978 roku, podczas sztormu z wiatrem o prędkości 150 km/h zatonął, powodując katastrofę ekologiczną u wybrzeży Bretanii, rozlewając ok. 223 000 ton surowej ropy naftowej do wód. W wyniku tego skażonych zostało ok. 230 km linii brzegowej.

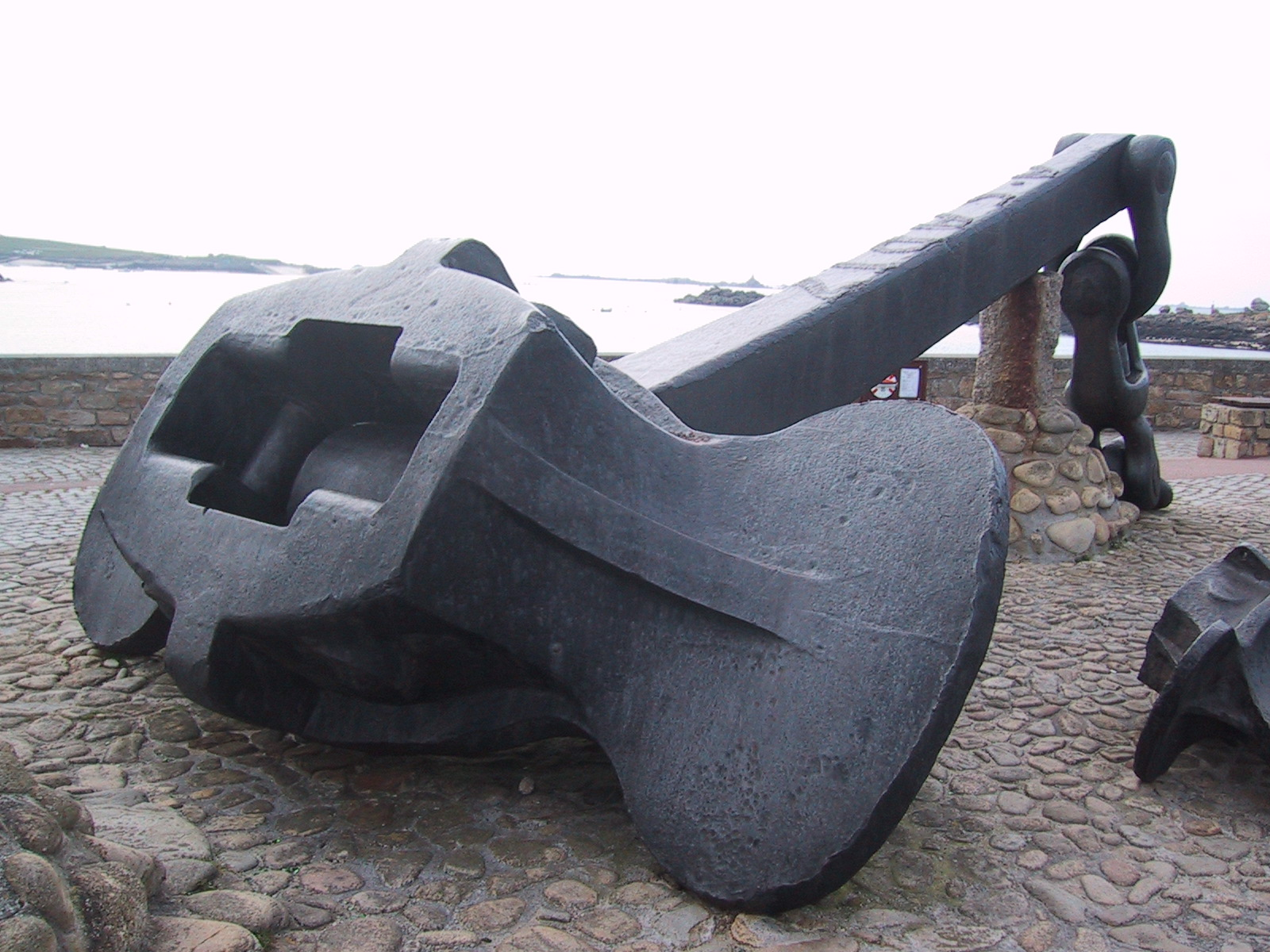
Kotwica tankowca „Amoco Cadiz” eksponowana w Portsall, Francja.
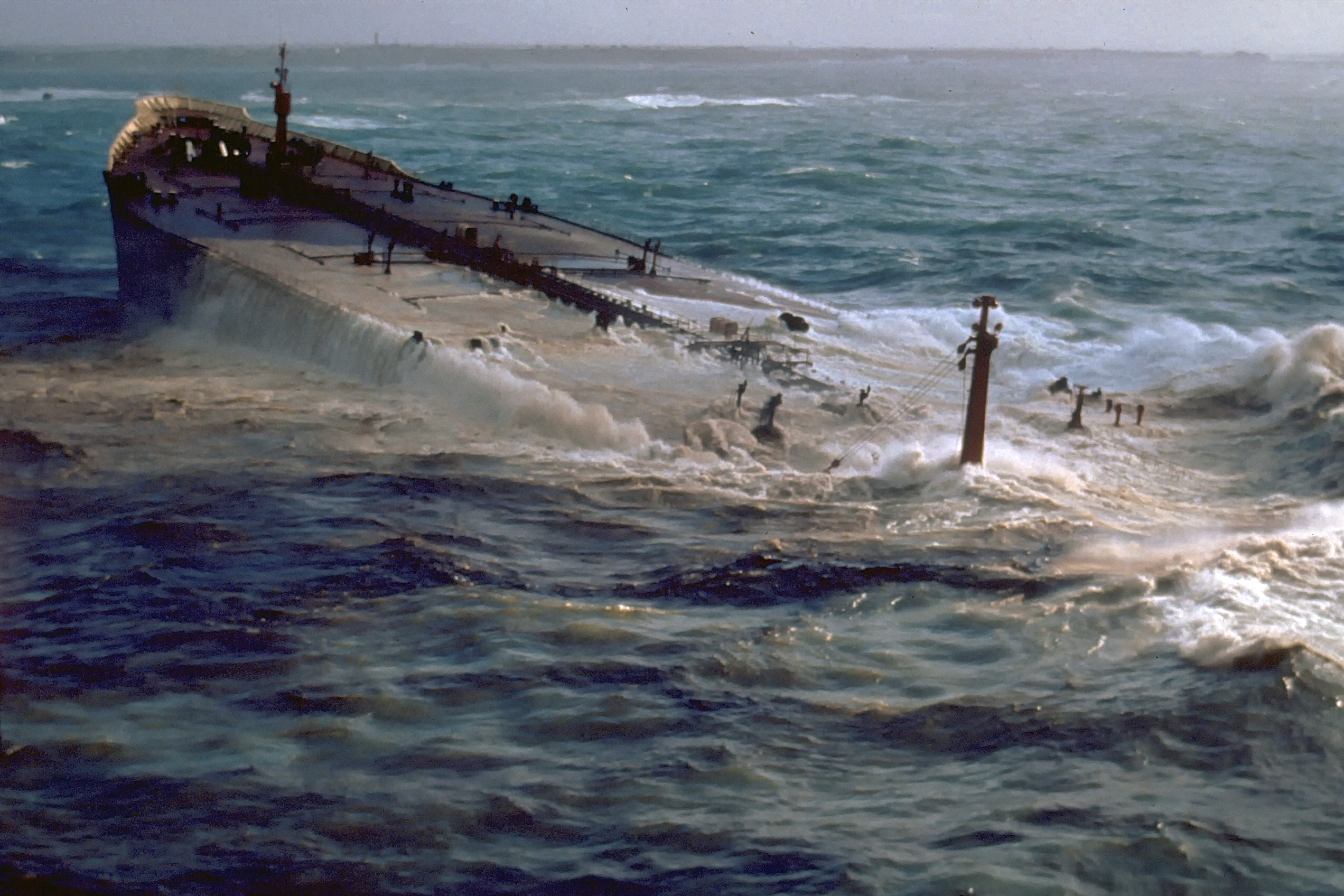
Katastrofa tankowca w 1978 roku.
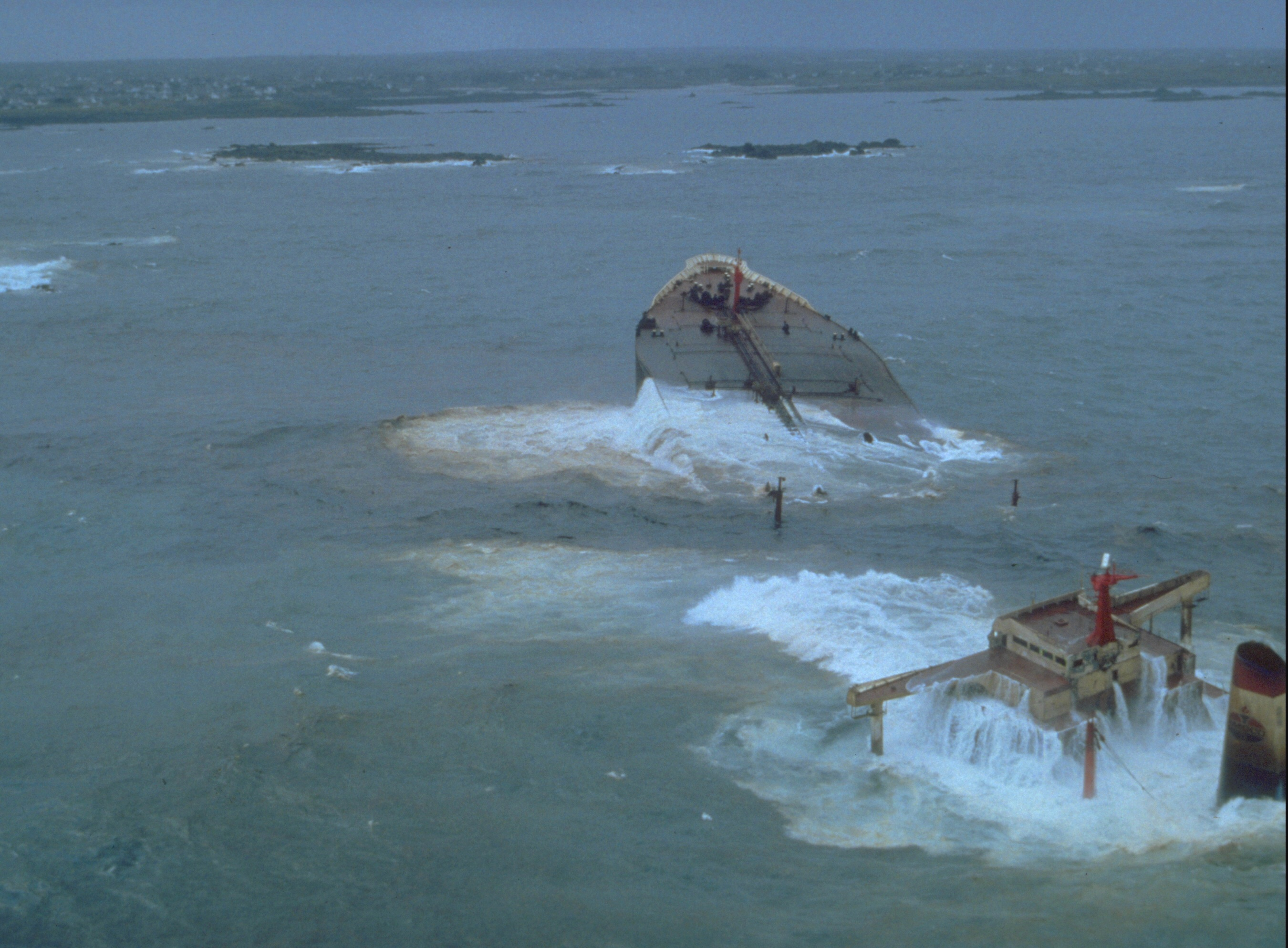
Katastrofa tankowca